# Галлуччо
Галлуччо (итал. Galluccio) — коммуна в Италии, располагается в регионе Кампания, в провинции Казерта.
Население составляет 2384 человека, плотность населения составляет 77 чел./км². Занимает площадь 31 км². Почтовый индекс — 81045. Телефонный код — 0823.
«Небесным покровителем» этого места галлуччанские христиане считают св. Антония Великого, его день ежегодно празднуется 17 января.